# Chirurgia vascolare

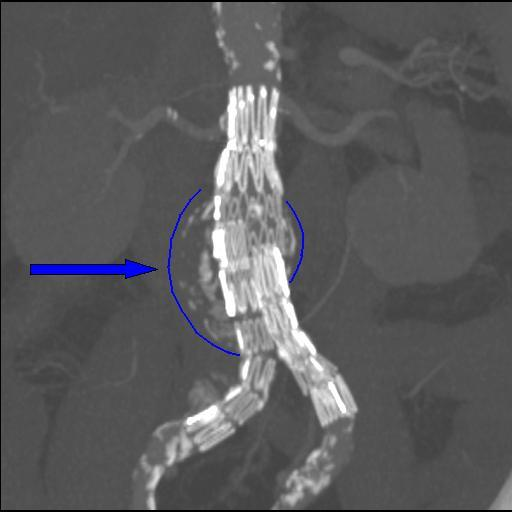
Endoprotesi sull'aorta addominale. La freccia blu indica l'aneurisma. Un esempio di chirurgia vascolare.

La chirurgia vascolare è una branca della chirurgia che ha come obiettivi terapeutici arterie, vene e vasi linfatici. Utilizza tecniche di riparazione, di derivazione, di sostituzione e di rimozione, con metodologia aperta, miniinvasiva o endovascolare.

## Storia
La chirurgia vascolare nasce con i lavori di Jean Kunlin, Jacques Oudot, Sigmund Wesolowski e Michael Debakey, ma anche, all'inizio del XX secolo, i contributi di Mathieu Jaboulay, Alexis Carrel e James Hogarth Pringle.
Per quel che concerne i passi compiuti nell'ambito della progettazione di sostituti arteriosi, sempre più complianti e sempre più resistenti, non si può fare a meno di ricordare i pionieri Arthur Voorhees, Alfred Jaretzki e Arthur Blakemore che per primi impiantarono tessuti porosi come condotti vascolari nell'animale, e che con i loro contributi rappresentano i precursori sulle cui spalle poggia l'evoluzione biotecnologica dei materiali protesici e della loro applicazione clinica per chirurgia tradizionale, mininvasiva ed endovascolare, che hanno condizionato il trattamento delle malattie vascolari che coinvolgono il sistema arterioso.
La nascita delle tecniche endovascolari si deve al dottor Charles Theodore Dotter, padre fondatore della radiologia interventistica, il primo ad essere riuscito a dilatare le arterie (ostruite o stenotiche) per via endovascolare. Successivamente Juan Parodi e Andreas Gruentzig, e poi Michael Dake, hanno sviluppato endoprotesi per l'aneurisma dell'aorta addominale e toracica.
Lo sviluppo delle tecniche endovascolari (chiamate chirurgia endovascolare o radiologia interventistica vascolare) in collaborazione con i radiologi interventisti ha permesso il miglioramento dei risultati della morbilità e mortalità, allargando il numero di pazienti trattabili.

## Aree di interesse
La chirurgia vascolare nel versante arterie tratta principalmente le carotidi, l'aorta, le iliache e le arterie degli arti inferiori, più raramente i vasi viscerali: renali mesenterica superiore ed inferiore, tripode celiaco ed i suoi rami. 
Le principali patologie di interesse sono stenosi vascolari, ischemia acuta, aneurismi, dissecazioni, Sindrome di Leriche, Malattia di Buerger, insufficienza venosa, trombosi venosa profonda, arterite temporale, linfedema, vene varicose e accessi per dialisi tramite fistole artero-venese.

## Scuola di Specializzazione - Italia
La durata della specializzazione è di 5 anni. È presente presso i seguenti atenei :
- Università di Bologna (con le sedi aggregate dell'Università Politecnica delle Marche, dell'Università di Ferrara, dell'Università di Modena e Reggio Emilia e dell'Università di Parma)
- Università di Cagliari (con la sede aggregata dell'Università di Sassari)
- Università di Catania (con le sedi aggregate dell'Università di Messina e dell'Università di Palermo)
- Università dell'Aquila (con la sede aggregata dell'Università G. D'Annunzio di Chieti)
- Università degli Studi di Milano (con le sedi aggregate dell'Università degli Studi di Milano-Bicocca, dell'Università degli studi di Pavia e dell'Università degli Studi dell'Insubria)
- Università San Raffaele di Milano
- Università Cattolica del Sacro Cuore di Roma
- Università degli Studi di Napoli Federico II (con le sedi aggregate dell'Università Magna Grecia di Catanzaro e della Seconda Università degli Studi di Napoli)
- Università degli Studi di Padova (con le sedi aggregate dell'Università degli Studi di Trieste, dell'Università degli Studi di Udine e dell'Università degli Studi di Verona)
- Università degli Studi di Roma La Sapienza (con la sede aggregata dell'Università degli Studi di Perugia)
- Università degli Studi di Roma "Tor Vergata"
- Università degli Studi di Siena (con le sedi aggregate dell'Università degli Studi di Firenze e dell'Università degli studi di Pisa)
- Università degli Studi di Torino (con la sede aggregata dell'Università degli Studi di Genova